# Ulrich Lotzmann
Ulrich Lotzmann (* 18. Dezember 1956 in Dassel) ist Leiter der zahnmedizinischen Abteilung für orofaziale Prothetik und Funktionslehre am Universitätsklinikum Gießen-Marburg (UKGM).

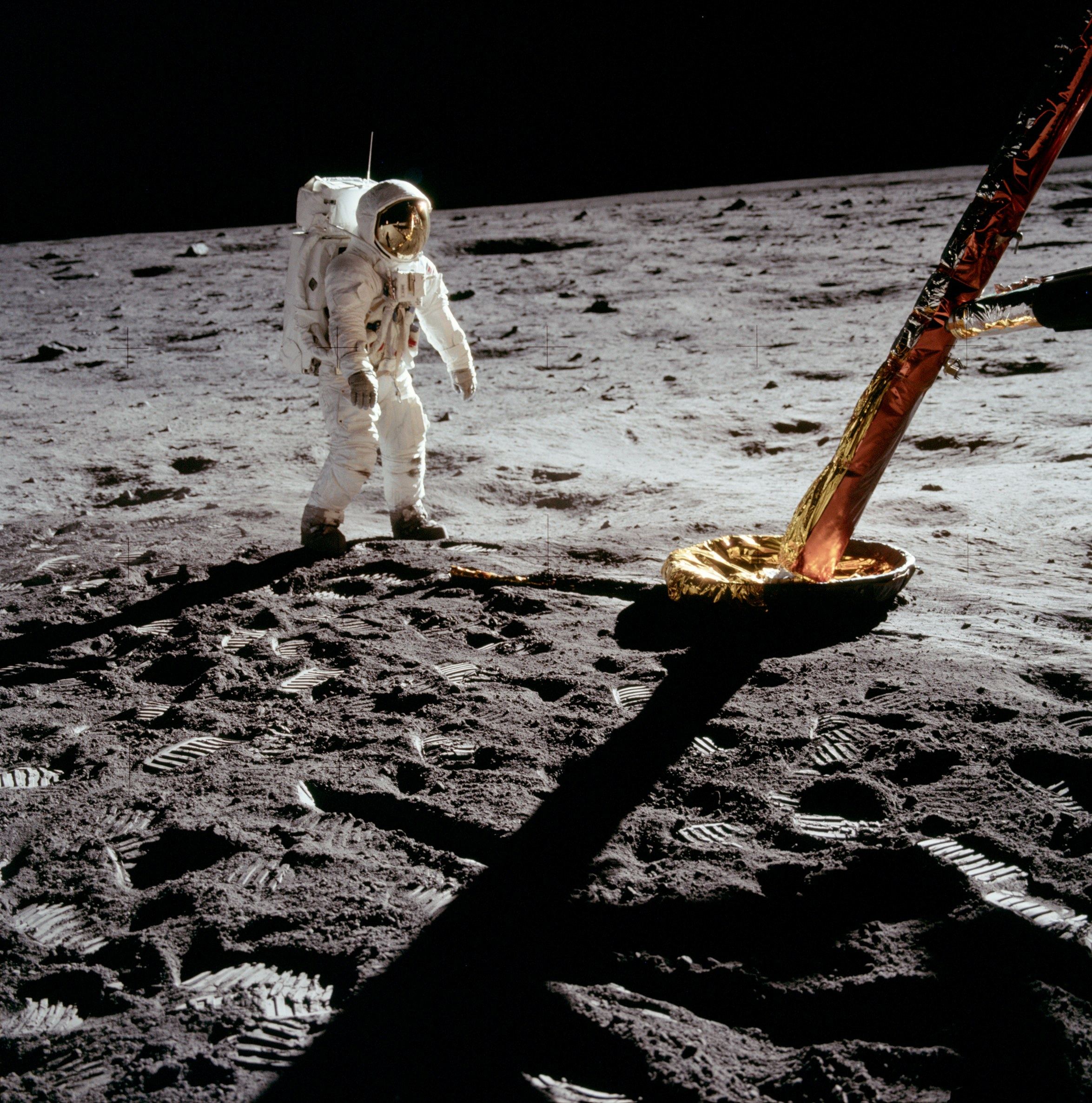
Ein von Lotzmann kommentiertes Foto der NASA

## Biografie
Lotzmann begann seinen Berufsweg als Zahntechniker in Northeim. Dann studierte er an der Universität Göttingen. Nach der Promotion im Jahr 1987 arbeitete er im Klinikum der Universitätsmedizin Göttingen. In den 1990er Jahren war er für Forschungs- und Lehraufenthalte Assistenzprofessor an der University of California, San Francisco. 1994 war die Habilitation an der Uni Göttingen. 1995 wurde er Professor an der Universität Marburg. Seit 2002 ist er geschäftsführender Direktor des Medizinischen Zentrums für Zahn-, Mund- und Kieferheilkunde an der Philipps-Universität Marburg.
Neben seinen fachlichen Veröffentlichungen wurde Lotzmann, besonders im englischen Sprachraum, bekannt durch Beiträge zum Thema Raumfahrt. So kommentierte er Fotos der NASA, arbeitete beispielsweise mit Alan Bean zusammen und fertigte u. a. Fotos von Originalteilen des Apollo 12 Fluges an. In Anerkennung seiner Beiträge zu der Thematik wurde 2016 ein Objekt aus der Liste der Asteroiden, Nummer 16501 bis 17000 mit der Bezeichnung (16724) Ullilotzmann nach ihm benannt. Auch besitzt er Gegenstände des Apollo-Programms aus der Sammlung seines Vaters, die bereits im Senckenberg Naturmuseum ausgestellt wurden.